# Bundesgymnasium und Bundesrealgymnasium Carnerigasse
Das BG/BRG Carnerigasse (bzw. BG/BRG Carneri) ist ein österreichisches Gymnasium mit naturwissenschaftlichem und sprachlichem Schwerpunkt. Es befindet sich im dritten Grazer Stadtbezirk in der Carnerigasse 30–32.

## Geschichte
In der Zeit des Nationalsozialismus entstand 1940 im Grazer Geidorfviertel, mit Max Kößler als Direktor, in der Grabenstraße 29 mit dem Grabengymnasium das 2. Staatsgymnasium, welches vorerst noch ohne Schulgebäude auskommen musste.
1945 wurde die Schule in 2. Bundesgymnasium umbenannt und vorübergehend in die Keplerstraße 1, später in die Kirchengasse 1 verlegt. Im Jahr 1962 übersiedelte das Gymnasium in das neue, eigene Anstaltsgebäude in der Carnerigasse, woraufhin die Schule schließlich ab 1980 in Bundesgymnasium Carnerigasse umbenannt wurde.
Im Jahr 1992 wurde zusätzlich ein Realgymnasium mit naturwissenschaftlichem Schwerpunkt eingerichtet. Seitdem heißt die Schule BG/BRG Carnerigasse.

## Unterricht
Das BG/BRG Carnerigasse bietet in der zweiten Klasse die Wahl zwischen einem sprachlichen und einem naturwissenschaftlichen Zweig für das dritte Schuljahr an. Der sprachliche Zweig hat wiederum die Wahl zwischen den Sprachen Latein und Französisch, der realistische Zweig hat dieselbe Wahl, allerdings werden hier diese Fächer erst ab der fünften Klasse unterrichtet.
Laborunterricht (in Physik, Chemie und Biologie) haben nur die Schüler des so genannten realistischen (naturwissenschaftlichen) Zweigs. Das Fach Chemie wird im naturwissenschaftlichen Zweig in der dritten und vierten Klasse unterrichtet, im sprachlichen Zweig dagegen nur in der vierten Klasse.
Ab der sechsten Klasse stehen für die Schüler diverse Wahlpflichtfächer zur Verfügung, wie zum Beispiel Altgriechisch, Spanisch, Informatik oder Chemie. Auch das Cambridge English Language Assessment, der Unternehmerführerschein und der ICDL werden angeboten.
Olympiaden und sonstige Projekte
Viele Schüler des BG/BRG Carneri nehmen regelmäßig an naturwissenschaftlichen Olympiaden teil, wie zum Beispiel der Physik-, Chemie- oder Mathematikolympiade. Das BG/BRG Carneri nimmt auch oft bei diversen anderen Projekten teil, wie zum Beispiel den Projektwettbewerben des VCÖ oder Faszination Technik.
Weitere Projekte sind Non-Smoking-Peers sowie die Berufsorientierung.

## Bekannte Schüler
- Nikolaus Habjan (* 1987), Puppenspieler und Regisseur
- Florian Kainz (* 1992), Fußballspieler
- Andreas Kumin (* 1965), Rechtswissenschaftler
- Robert Persché (* 1961), Musiker, Regisseur, Autor
- Roman Wallner (* 1982), ehemaliger Fußballspieler